# Повітряна подушка

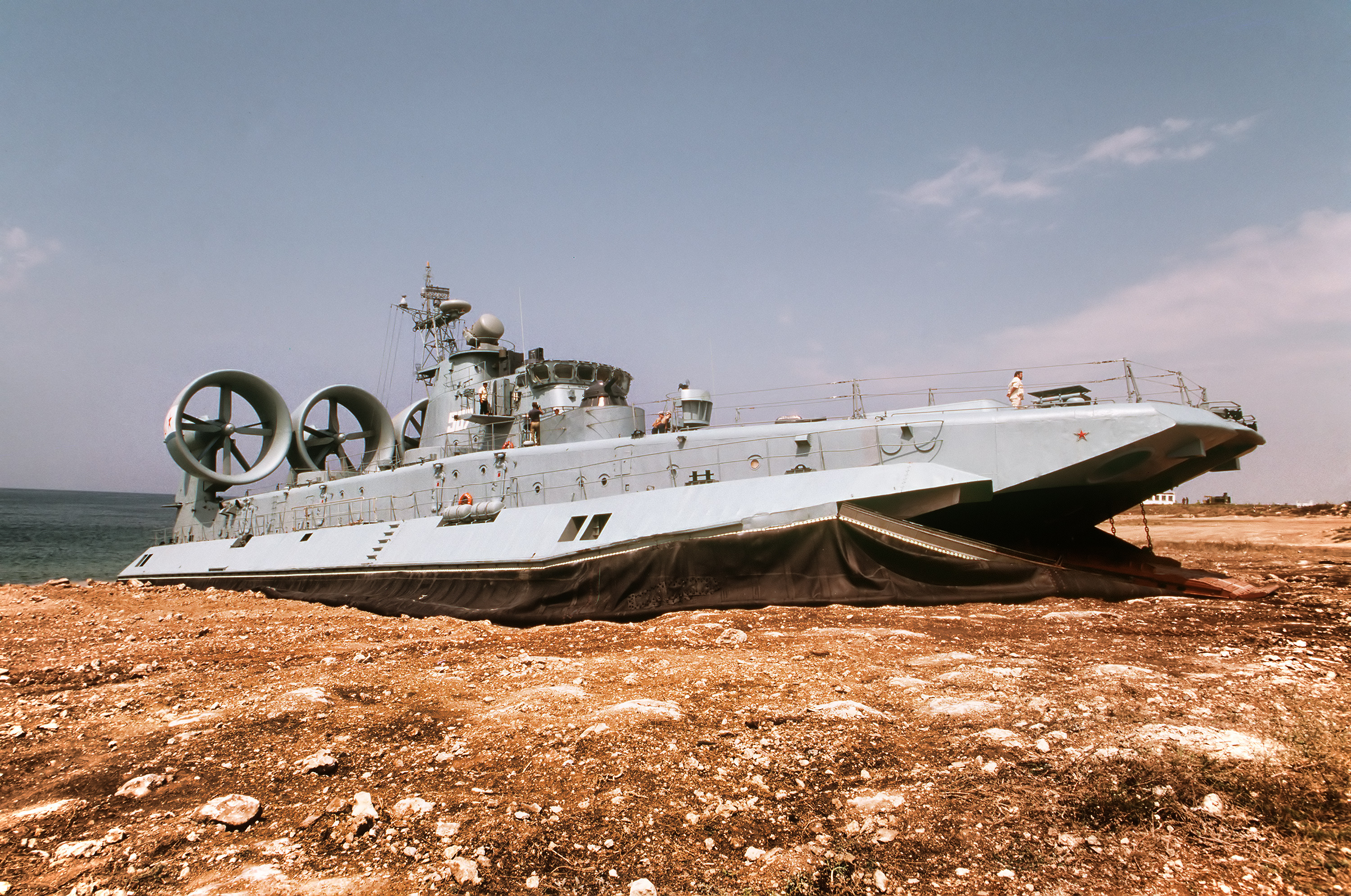
Корабель на повітряній подушці «Зубр»

Повітряна подушка (рос. воздушная подушка; англ. air cushion, air-cushion support, нім. Luftkissen n) — пневматичний пристрій, що використовується для маневрування великими важкокерованими конструкціями, такими як круглі резервуари-сховища; резервуари масою до 700 т і до 70 м в діаметрі пересувають на повітряній подушці. Крім того, повітряна подушка використовується у транспортних засобах — суднах на повітряній подушці.